# Schärmaschine

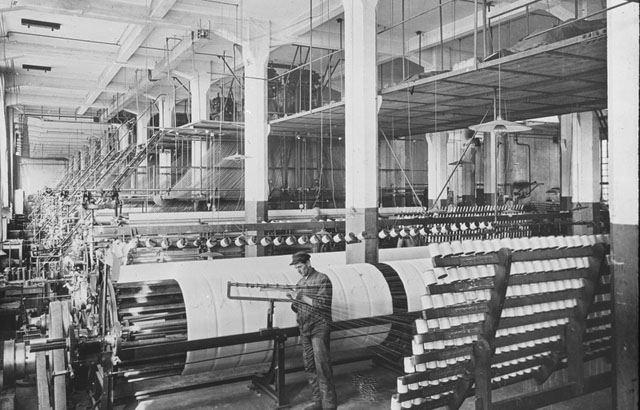
Schärmaschine in der Dresdner Gardinen- und Spitzenmanufaktur, ca. 1920

Konus-Schärmaschine (etwa 1941)

Schärmaschinen dienen der Herstellung von Kettbäumen durch Abziehen von auf Spulen gewickelten Kettgarnen, die auf feststehenden oder fahrbaren Spulengattern aufgesteckt sind. Die Garne werden durch kammartige Vorrichtungen mit Stäben oder durch ein Ösenbrett in gleichen Abständen so geführt werden, dass sie sich in der vorgegebenen Kettfadenzahl je Maßeinheit Warenbreite, Länge und Farbe Faden für Faden parallel, nebeneinander und in Teilabschnitten nacheinander auf einer Schärtrommel aufwickeln.
Die am weitesten verbreitete Bauart ist die Konusschärmaschine. Diese Schärmaschine besitzt eine zylindrische Trommel mit einseitig angesetztem Konus zur Aufnahme der Schärbänder. Um zu verhindern, dass die Kantenfäden nach mehreren Umdrehungen und somit nach einer gewissen Dicke der Fadenschicht von den darunterliegenden herunterrutschen, wird an einem Konus entlang geschärt. Dadurch entsteht auf der vom ursprünglichen Konus gegenüberliegenden Seite ein neuer Konus. Dieser wird für die nächste Fadenschar wie der erste genutzt. Hat die Webkette die endgültige Fadenzahl, wird sie von der Schärtrommel wieder ab- und auf einen Kettbaum oder Teilkettbaum aufgewickelt. Der Kettbaum ist ein walzenförmiger Zylinder, der an beiden Seiten durch Scheiben begrenzt ist, die verhindern, dass die Kantenfäden abrutschen.
Ist die geschärte Kette aus Zwirn hergestellt, ist sie fertig und kann an die Weberei geliefert werden. Besteht sie aus einfachem Garn, wird es geschlichtet.
In besonderen Fällen ist es möglich, Teilkettbäume, welche primär auf einer Zettelmaschine verwendet werden, an der Schärmaschine zu nutzen. Die Fadenanzahl eines Teilkettbäumes ist deutlich geringer, als einer Webkette. Mehrere Teilkettbäume werden im Gestell der Schlichtmaschine eingehangen und alle Fäden der Teilkettbäume werden zusammengefasst auf die fertige Webkette aufgewickelt, um die finale Kettfadenzahl zu erreichen.